# Hałajky
Hałajky (ukr. Галайки, hist. pol. Hałajki) – wieś na Ukrainie, w obwodzie kijowskim, w rejonie białocerkiewski, w hromadzie Tetyjów. W 2001 liczyła 609 mieszkańców, spośród których 602 wskazało jako ojczysty język ukraiński, 2 rosyjski, a 5 rumuński.